# Eladia Altuna
Eladia Altuna Balerdi (Irura, Guipúzcoa, 1918 - ibidem, 2009) fue una raquetista profesional española, durante más de 31 años. Fue una de las primeras mujeres que practicaran el deporte de forma profesional, jugando a la pelota en frontones de toda España y de América entre los años 1917 y 1980.  

## Biografía
Nació en 1918 en la localidad guipuzcoana de Irura y con este nombre, el de su pueblo natal, fue apodada cuando se dedicó al juego de la pelota profesionalmente. Como muchos niños de la época se inició en los juegos en los pórticos de las iglesias pero pronto le regalaron una raqueta y debutó en Madrid a la edad de 16 años.
Con 18 años fue campeona de España, era 1936 y unos meses antes de que empezase la Guerra Civil española; cuando la guerra estalló su familia se trasladó a Barcelona y después a Francia.
Durante su trayectoria como raquetista de frontón jugó más de 7 000 partidos en Madrid, Salamanca, Barcelona, Logroño, Valencia y Cuba. Todos los veranos, cuando volvía a casa, jugaba un torneo en San Sebastián. Le ofrecieron un contrato con la mayor cifra que se le iba a pagar a una raquetista pero sus padres no quisieron que se fuera. Tuvo muchas ofertas de Europa, pero a su madre no le gustaba que saliese tan lejos, perdiendo muy buenas oportunidades de ganar mucho dinero. Al fallecer su madre, aceptó varias ofertas de América como a La Habana para jugar en el frontón Habana-Madrid, construido en 1922 y en cuya inauguración figuraron diecisiete “señoritas pelotaris”, que…“viven dentro del mismo edificio bajo el cuidado de familiares de respetabilidad... Altuna Balerdi se despidió de la raqueta en 1968.

## Pioneras en el deporte profesional

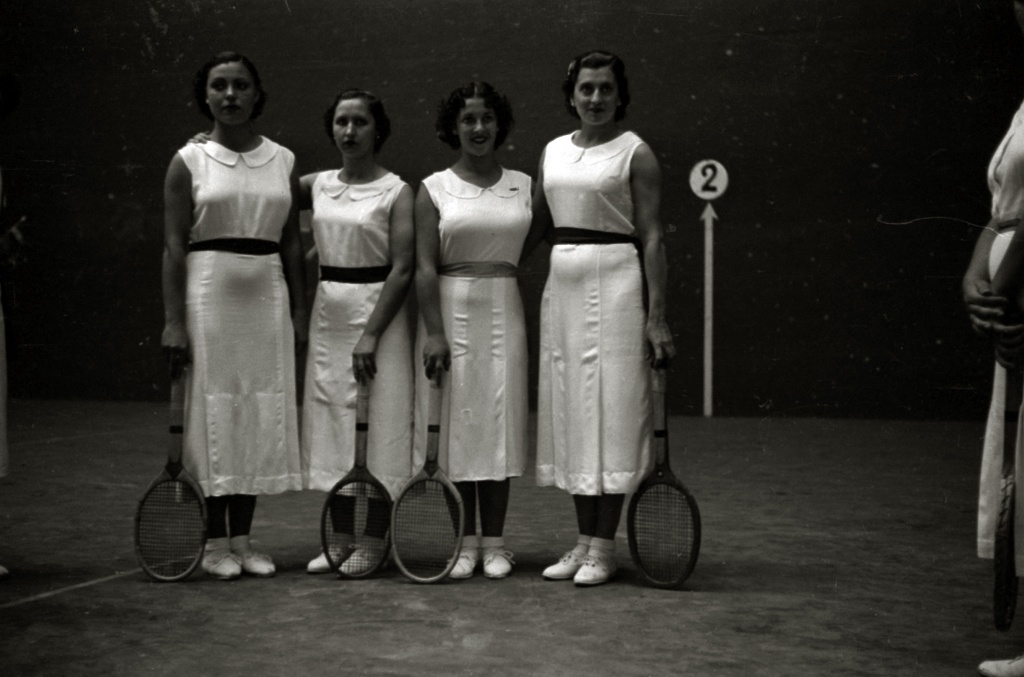
Grupo de raquetistas, posando en un frontón, 1938

Las raquetistas se incluían entre los deportistas mejor pagados y considerados profesionales del frontón. Eran años también en los que los frontones eran uno de los pocos recintos donde se podía apostar. En un principio eran pesadas raquetas de madera y pelotas de tenis pero poco después pasaron a la pelota de cuero de 70 gramos que podían alcanzar los 200 km/h.; jugaban en frontones pequeños, 23 metros, a gran velocidad, ofreciendo un gran espectáculo.
Según recoge Jon Juanes Iragorri en el documental Raketistak Lehen eta Orain (Raquetistas Ayer y Hoy), cientos de mujeres vascas, madrileñas… fueron pioneras en el deporte profesional, las primeras que se inscribieron en la Seguridad Social. El juego de la raqueta estuvo vigente durante más de sesenta años (1917-1980) en el estado español y América. Más de 100 raquetistas guipuzcoanas jugaron entre 1917 y 1980 en los frontones de muchas ciudades españolas y América, muchas de ellas introducidas en este deporte por el empresario donostiarra Ildefonso Anabitarte quien creó escuelas de raquetistas en el País Vasco y Madrid, abriendo el Frontón Madrid en 1917 y el Frontón Moderno en 1918; el Frontón Madrid ofreció partidos de raquetistas femeninas hasta 1982. En el País Vasco, los dos únicos frontones en los que se jugó a raqueta fueron el Euzkel-Jai en Bilbao y el frontón Gros en San Sebastián.
Las raquetistas se incluían entre los deportistas mejor pagados. Eran años también en los que los frontones eran uno de los pocos recintos donde se podía apostar.
Con Eladia Altuna Irura, entre estas profesionales, algunas muy bien pagadas, se encontraban Eugenia Iriondo, Gloria Agirre Txikita de Aizarna, Mary Carmen la Bolche; María Luisa Senar, María Antonia Uzcundu Txikita de Anoeta, Agustina Otaola, Mª Luisa Alberdi, María Carmen Lasagabaster, Lucia Areitoaurtenea, las hermanas Beraza (Julita, Mari y Milagros), Conchita Bustindui, Olga Cazalis o Rosa Soroa.

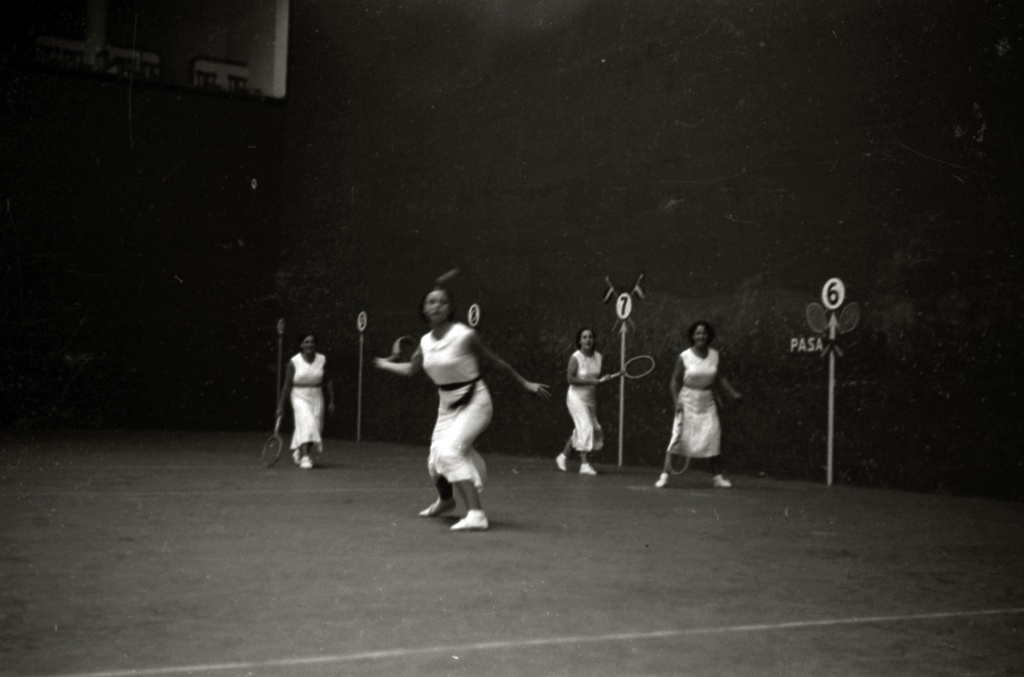
Raquetistas, jugando en un frontón en el año 1938

La periodista Elene Lizarralde rescata en su libro El silencio de Clara Lyndon la vida y testimonios de estas deportistas.

## Premios
- Medalla al Mérito Deportivo, en categoría de plata.